# 多鰭魚科
多鳍鱼科（学名：Polypteridae）是多鳍鱼目（Polypteriformes）目前仅存的一科，现存二属，又稱恐龍魚，是比较古老的辐鳍鱼类，全身有类似骨板的硬鳞，胸鳍有小的肉质叶，有鳍基骨，并不直接和肩胛骨连接，多鳍鱼有厚實的硬鱗，表面光滑有黏膜包裹，背部依據品種不同而有6至20個棘狀背鳍， 這些棘狀背鳍中的每一條都有鋒利的刺狀鰭骨。他們的下頜結構比起真骨附類的魚 ，更相似於四足類的結構。 多鳍鱼有一定原始特徵。這些的特徵是有的肉質基叶的胸鳍，這和腔棘魚相似，而他們也有呼吸孔 (spiracles)的。 所有多鳍鱼目成員都在非洲的淡水河、湖區棲息，主要為沼澤、淺氾濫區和出海的河口。
他們也有基礎的肺部，可以從空氣中吸取氧氣，当在水中的氧氣不足时，多鰭魚會快速地游到表面吸氣，此魚在幼魚期會像兩棲類的有外鰓。在这些種類之中的最大长度为30cm至100cm以上。

## 下级分类
本科包括以下属：
- †巴威多鰭魚屬 Bawitius Grandstaff, Smith, Lamanna, Lacovara & Abdel-Ghani, 2012
  - †巴氏巴威多鰭魚（Bawitius bartheli） (Schaal 1984) Grandstaff et al. 2012 - 白堊紀晚期（森諾曼期）埃及
- †塞雷諾魚屬 Serenoichthys 
  - †卡瑪卡瑪塞雷諾魚（Serenoichthys kemkemensis）
- 蘆鰻屬 Erpetoichthys Smith, 1865
  - 蘆鰻（E. calabaricus）（又稱為蘆鱗魚）
- 多鰭魚屬 Polypterus Lacepède, 1803